# プリリディアーノ・プエイレドン
プリリディアーノ・プエイレドン（Prilidiano Pueyrredón、 1823年1月24日 - 1870年11月3日）はアルゼンチンの画家、建築家である。アルゼンチンの日常風景や肖像画を描き、アルゼンチンの近代的な画家の最初の1人に位置づけられる。

## 略歴
ブエノスアイレスで生まれた。父親のフアン・マルティン・. デ・プエイレドン(Juan Martín de Pueyrredón)は有力な軍人、政治家で、リオ・デ・ラ・プラタ連合州の独立に功績のあった人物である 。1835年から家族はヨーロッパで暮らし、プリリディアーノ・プエイレドンはパリ国立高等美術学校で絵画を学び、夏の間は家族がアルゼンチンの革製品を輸入する仕事をしていたスペインのカディスで過ごした。ヨーロッパ各地やブラジルを旅した。1841年に貿易の特権をめぐって、フランスとアルゼンチンの間の関係が悪化したとき、家族とリオデジャネイロに帰国した。1844年にプエイレドンは再び、パリに滞在するようになり、フランスの画家たちと交流した。
1849年に父親が病気になったため、ブエノスアイレスに戻り、肖像画家や風俗画家として活動し、翌年、亡くなることになる父親の肖像画を描いた。画家として評価されるようになり、アルゼンチンで最初にヌードを描いて展示した画家にもなった。彫刻家としても多くの記念碑の制作を行い1856年に1911年に建てられた革命の記念碑、ピラミデ・デ・マヨ(Pirámide de Mayo)の改装を指揮した。建築家としても多くの公共施設の仕事をした。

## 作品

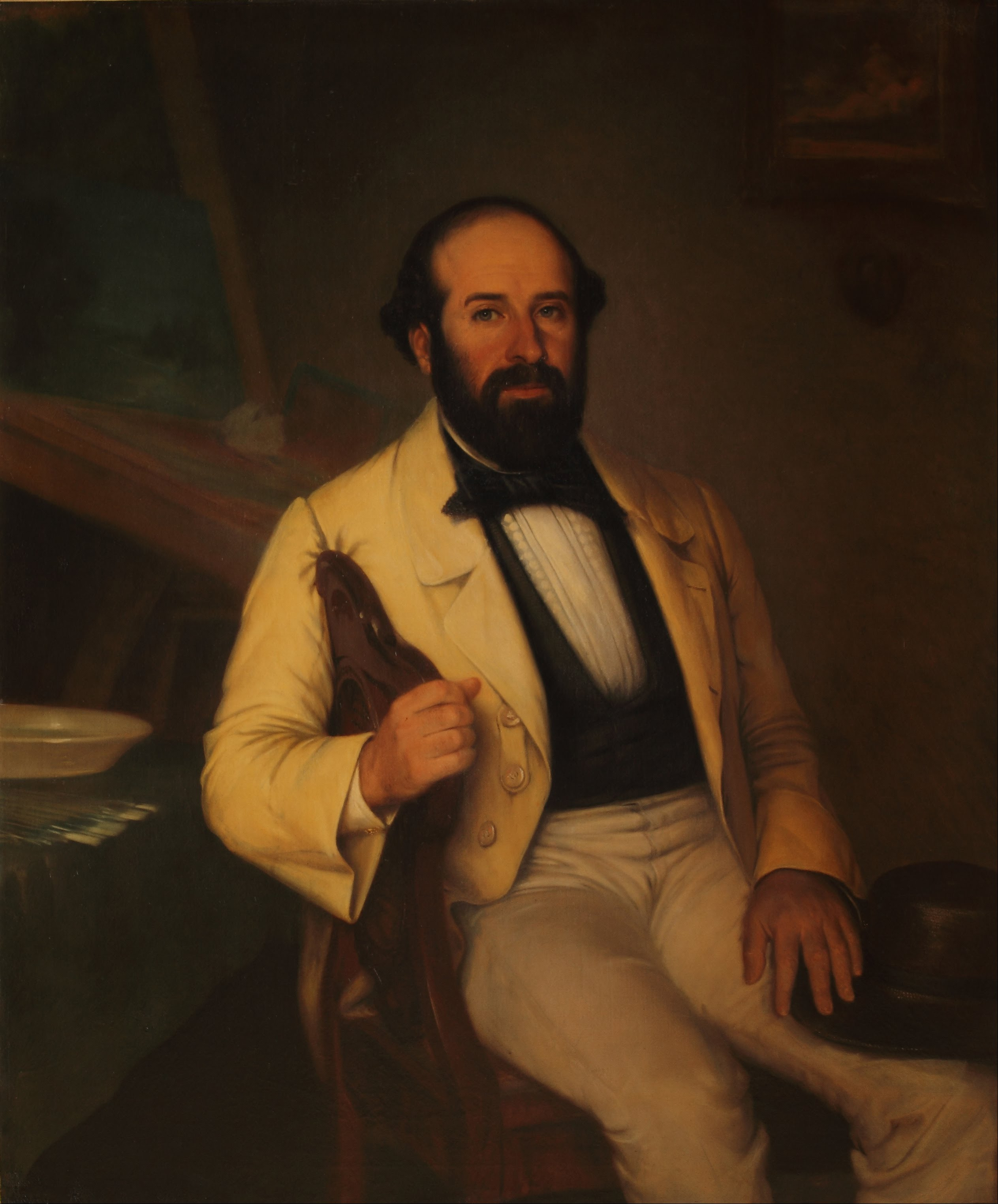
Santiago Calzadilla-作家
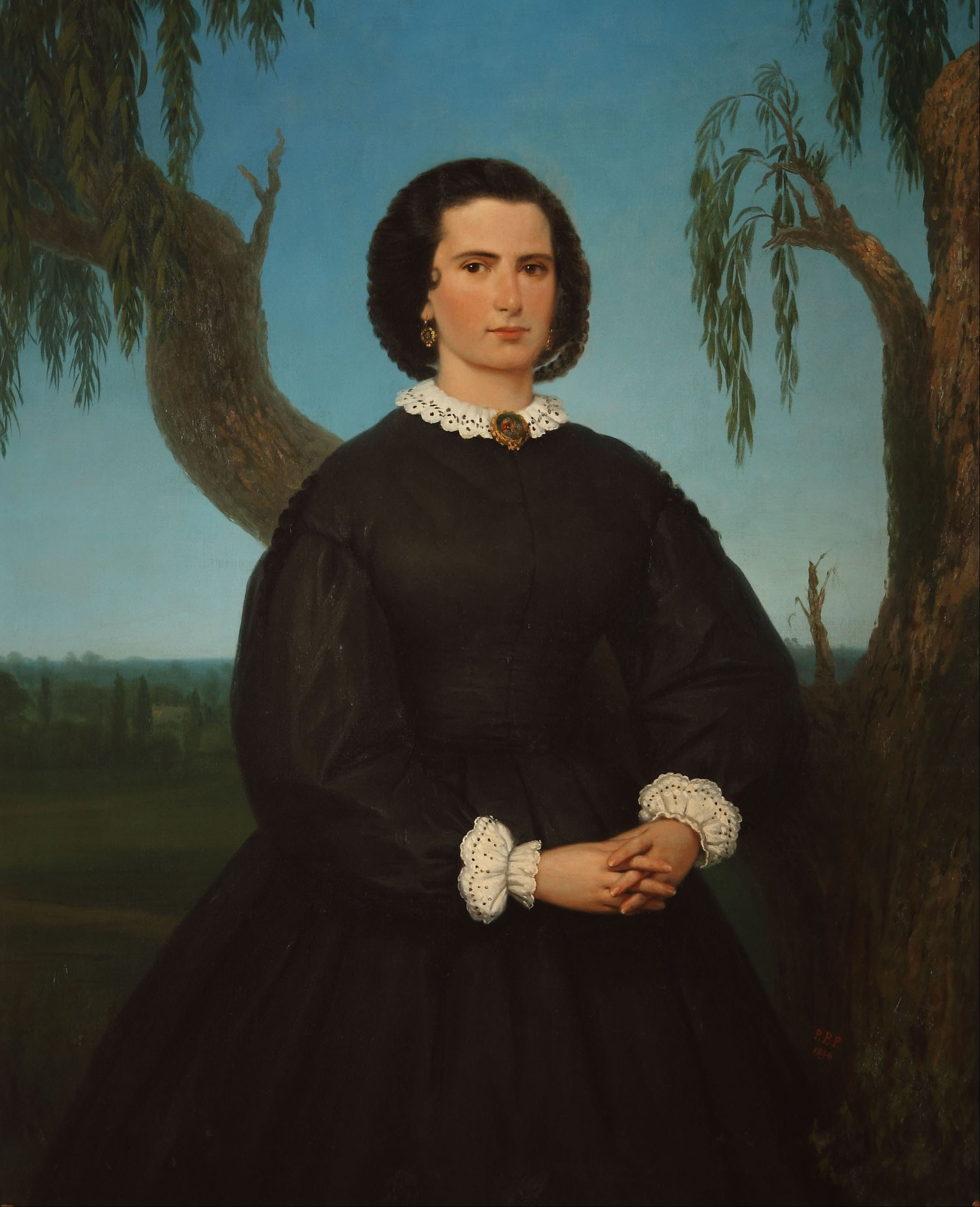
Doña Josefa Sáenz Valiente
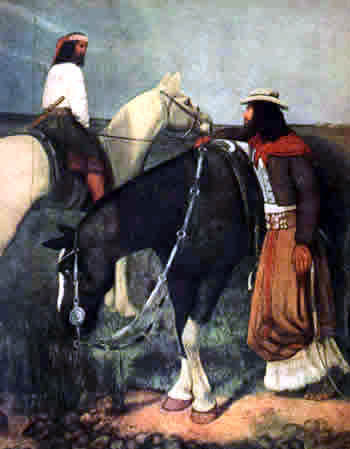
農民と監督
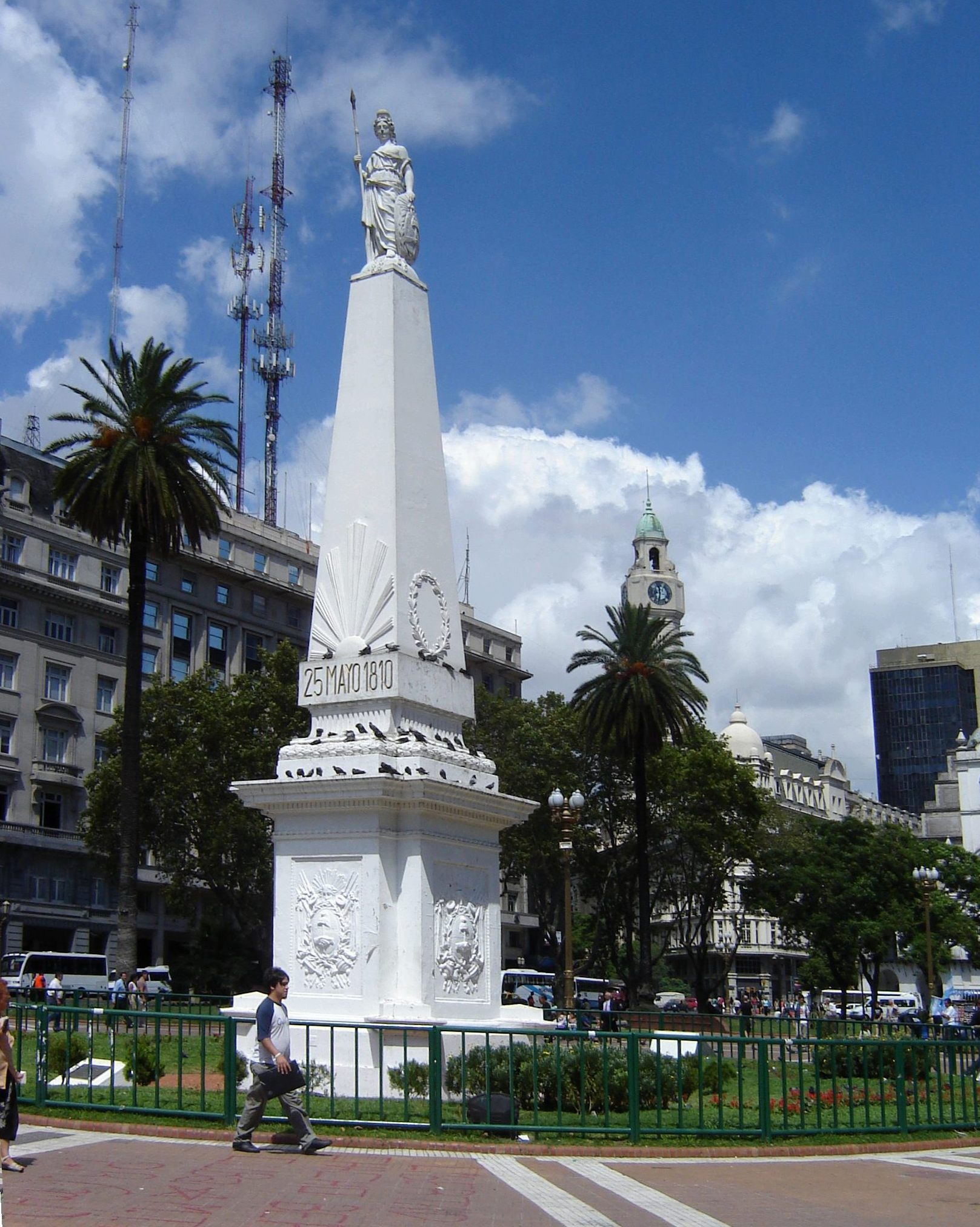
ピラミデ・デ・マヨ

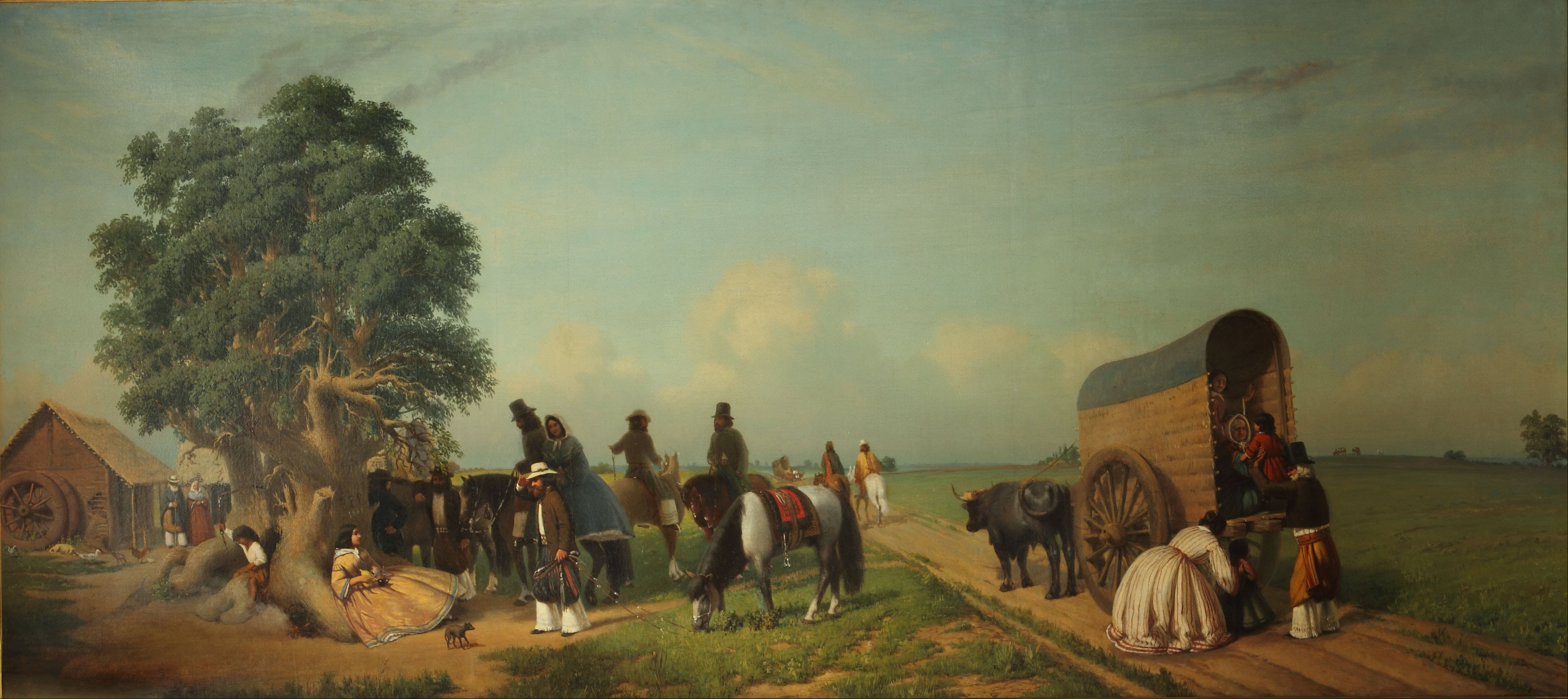
平原での休憩
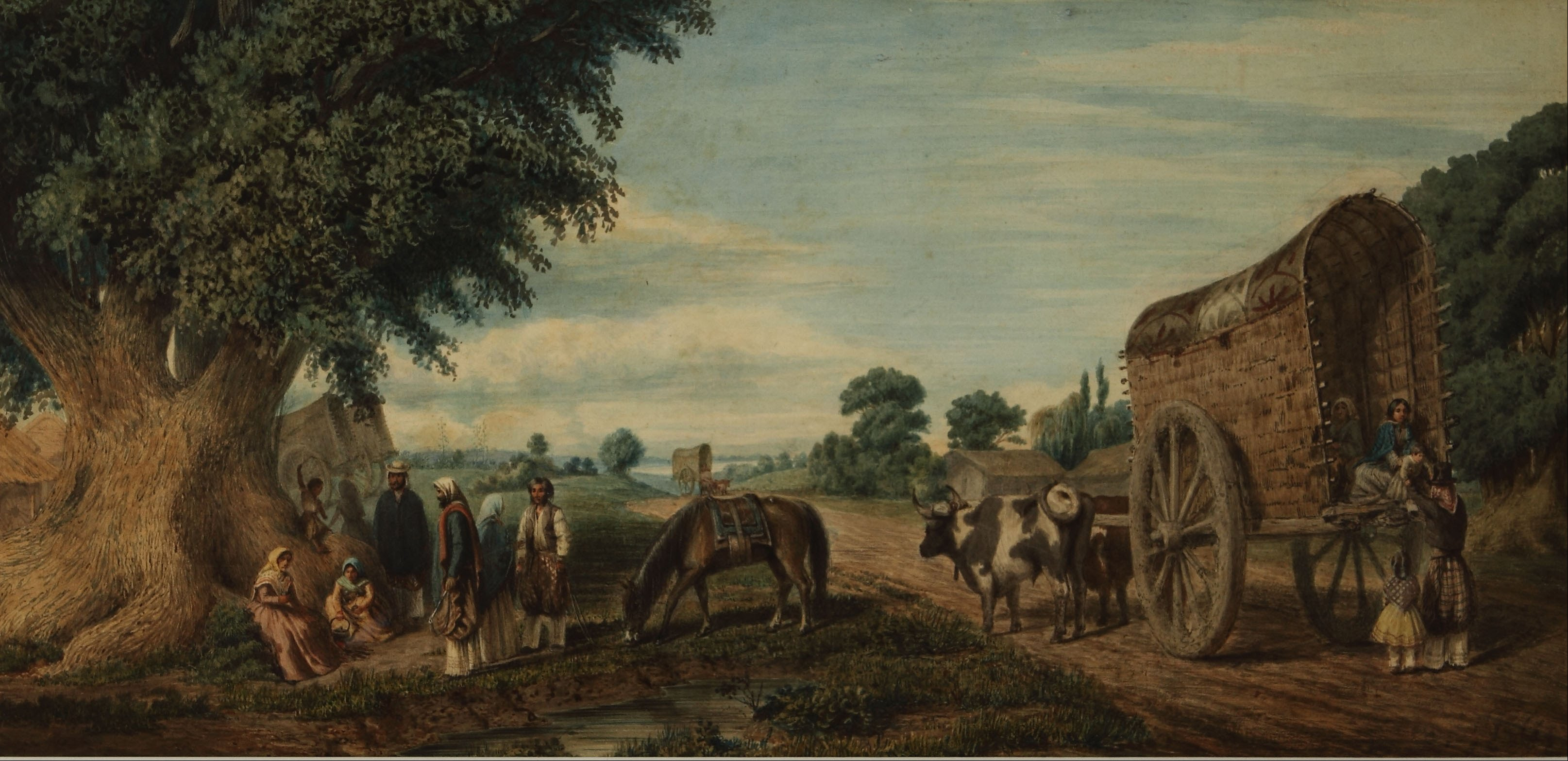